# Гленистер, Роберт
Ро́берт Лью́ис Гле́нистер (англ. Robert Lewis Glenister, род. 11 марта 1960, Уотфорд, Хартфордшир) — британский актёр. Наиболее известен по роли Эша «Три носка» Моргана в английском телесериале «Виртуозы».

## Биография
Роберт родился в семье британского телевизионного режиссёра Джона Гленистера (англ. John Glenister, род. 12 октября 1932). У него есть младший брат Филип Хэйвуд Гленистер (англ. Philip Haywood Glenister, род. 10 февраля 1963), тоже актёр.
С 1984 по 1992 год был женат на английской актрисе Аманде Редман. От этого брака у него есть дочь Эмили Джоанна Гленистер (англ. Emily Joanna Glenister, род. 1 июля 1987), телевизионная актриса. От второй жены Селии Гленистер (англ. Celia Glenister) у него есть сын Томас Гленистер (англ. Thomas Glenister).

## Избранная фильмография
- 2016 — «Закон ночи» - Альберт Уайт
- 2016 — «Параноик»
- 2010 — «Закон и порядок: Лондон»
- 2006—2010 — «Призраки»
- 2006 — «Рубин во мгле»
- 2004—2012 — «Виртуозы»
- 2003 — «Гитлер: Восхождение дьявола» — Антон Дрекслер
- 2001 — «Убийства в Мидсомере»
- 1984 — «Доктор Кто» (в серии «Пещеры Андрозани»)

## Аудиокниги
- «Смерть королей» (2008)
- «Врата Рима» (2010)
- «Зов кукушки» (2013)
- «Шелкопряд» (2014)
- «На службе зла» (2015)
- «Смертельная белизна» (2018)